# Доброва (Кршко)
Доброва (словен. Dobrova) је насељено место у општини Кршко, Доњепосавска регија, Словенија.

## Историја
До територијалне реорганизације у Словенији била је у саставу старе општине Кршко.

## Становништво
У попису становништва из 2011. године, Доброва је имала 197 становника.
| Број становника према пописима | Број становника према пописима | Број становника према пописима |
| ------------------------------ | ------------------------------ | ------------------------------ |
| 1991                           | 2002                           | 2011                           |
| 223                            | 200                            | 197                            |

## Галерија
- детаљ планинарског дома на Бохору
- остаци старог града Тварога